# Вассулу
Ва́ссулу — африканское исламское государство доколониальной эпохи, существовавшее с 1878 по 1898 год. Границы государства простирались от нынешнего юго-запада современного Мали до северной части Гвинеи и дальше на юг, достигая севера Сьерра-Леоне, и на восток, до северной части берега Слоновой Кости. Столица находилась в городе Бисандугу.

## История

### Ранняя история
В 1864 году Эль-Хадж Омар, основатель государства под названием Тиджания Омара ал-Хаджа, доминировавшего в верховьях реки Нигер, был убит. Гибель Омара в 1864 году привела к развалу его государства, военачальники, местные правители, сыновья Омара воевали между собой в попытке создать собственные государства, кроме того данная ситуация предоставила местным вождям и царям политическое пространство для восстановления своей ранее потерянной независимости. Самори Туре был одним из самых выдающихся представителей этого поколения лидеров.
Взяв под свой контроль небольшой военный отряд, он сумел распространить свою власть на весь регион Торон либо силой, либо дипломатией, заключив союзы с могущественной семьёй Конате из Гбоду и лидерами города Бисандугу. На этом первом этапе экспансии, длившемся с 1866 по 1873 год, армия и влияние Самори резко возросли, поскольку его успехи привлекли членов клана Камара его матери и множество других добровольцев.
К 1867 году Самори уже стал могущественным военачальником, его армия базировалась в Сананкоро, на Гвинейском нагорье, у реки Верхняя Мило, притока реки Нигер. Самори понимал, что ему необходимо сделать две вещи: создать эффективную и преданную армию, оснащённую огнестрельным оружием, и построить собственное стабильное государство.
В 1875 году царство Бате, теократическое государство, управляемое династией Каба из Канкана, направило к Туре послов с просьбой о союзе против соседей-язычников, в частности клана Конде, базирующегося в Гбереду. Самори согласился, скрепив договор встречей в Тинтиуле. Вместе со своими союзниками из племени каба Туре захватил Курусу, Норассобу, Баро и другие важные города. Он также установил дипломатические отношения с Агибом Таллом (сыном Омара Талля) из Дингирае в 1878 году, а затем заключил в 1879 году союз с правителем имамата Фута-Джаллон Ибрагимом Сори Дара.
Армия захватила золотодобывающий район Буре на границе Мали и Гвинеи, чтобы добиться большей финансовой стабильности и продолжить торговлю, и к 1878 году Туре провозгласил себя фаамой (царём) государства Вассулу со столицей в Бисандугу. В 1884 году он принял исламский титул алмами.

### Конфликт с французами
Во время гонки за Африку в конце XIX-го века европейская колонизация Африки начала ускоряться, и Вассулу вступил в конфликт с Францией.
В конце 1881 года Гюстав Борни-Десборд, командующий французским гарнизоном в Кита, отправил посланника к Самори Туре, чтобы объявить, что город Киньеран, что в Гвинеи, отныне находится под французской защитой. Не впечатленный этим, Туре в ответ разграбил город 21 февраля 1882 года. Колонна французской помощи прибыла слишком поздно, но преследовала армию Вассулу, которая развернулась и дала сражение при Самайе 26 февраля. Традиционные лобовые атаки диванов, солдат рабов, превратились в бойню при столкновении с современной европейской армией, после чего Самори быстро сменил тактику, применив эффективную партизанскую тактику и кавалерийские атаки с быстрым отступление. Они отбросили французов обратно за реку Нигер. Эта победа принесла Туре репутацию африканского лидера, который смог противостоять армии европейцев, значительно повысив свой престиж и привлекая новых сторонников, а также подготовив план для будущих действий.
После битвы при Самайе некоторые лидеры города Бамако начали заигрывать с Туре. Французы, стремившиеся овладеть этим ключевым стратегическим городом на Нигере, 1 февраля 1883 года направили туда войска для строительства форта. Кебе Брема, брат Самори, повёл войска в Бамако, чтобы выманить французов из их укреплений. В начале апреля они провели два сражения у ручья Войо-Ваянко, причём Кебе Брема выиграл первое, но проиграл второе после чего он был вынужден отступить.
В 1885 году Туре послал своих людей во Фритаун в Сьерра-Леоне, чтобы попроситься под британский протекторат. Британцы отклонили это предложение, чтобы избежать конфликта с Францией, но разрешили расширить торговлю в виде продажи большего количества винтовок армии Вассулу.
Когда французская экспедиция 1885 года попыталась захватить золотые прииски Буре, захватив Ниагассолу, Туре предпринял контратаку. Разделив свою армию на три колонны, он быстро заставил французов отступить. Французы были вынуждены заключить мирный договор в Кениеба-Куре, подписанный 28 марта 1886 года. Этот пакт признавал Нигер выше по течению до Сигуири границей между французскими колониями и Вассулу.

### Война с Кенедугу
Примерно в то же время граница на реке Багоэ между Вассулу и государством Кенедугу погрузилась в пучину насилия, поскольку войска с обеих сторон совершали набеги на друг друга, и армия Тибы Траоре пыталась спровоцировать восстание в регионе Вассулу:270. В условиях повсеместного голода и нестабильности, когда в 1885 году войска Самори начали насильственно насаждать ислам и разрушать местные капища, население восстало. Повстанцы уничтожили гарнизоны Вассулу в городах Сьондугу и Фулале:271. Самори отправил Кеме Брему разобраться с ситуацией, и тот жестоко подавил восстание. К концу засухи 1887 года последние несогласные были заморены голодом:272.
Когда регион вернулся под контроль Самори, он подписал с французами Бисандугский мирный договор. Условия были аналогичны договору, подписанному годом ранее. Вместе с французами, которые теперь считались союзниками, он направил все свои силы против Кенедугу, начав в апреле осаду их столицы Сикасо, которая продлилась 15 месяцев.
Осада оказалась полностью катастрофичной для Самори. Город Сикасо в то время имел одну из самых мощных оборонительных укреплений в Западной Африке, а у Самори не было артиллерии. Его пути снабжения зависели от носильщиков, доставлявших продовольствие и боеприпасы из Бисандугу через всё ещё враждебную территорию племён бамбара. В сезон дождей дороги превращались в трясину, а армию поразила дизентерия, которая привела к истощению солдат и гибели Кебе Бремы и других важных лидеров. Тем временем французы построили форт в Сигуири и блокировали всю торговлю с Сахелем и Сенегалом, подмяв под себя все экономические потоки. Когда прошёл слух, что сам Самори мёртв, вспыхнуло ещё одно массовое восстание. К концу сезона дождей 1888 года он был вынужден снять осаду. Его голодающие, отчаявшиеся войска снова жестоко разграбили свою же территорию, убивая всех повстанцев, которых находили:273.
В 1887 году Самори обладал дисциплинированной армией из 30 000–35 000 пехотинцев, объединённых во взводы и полки по европейскому образцу, а также 3 000 кавалеристов из нескольких эскадронов по 50 всадников в каждом. Тем не менее, французы были полны решимости не дать Самори времени для укрепления своих позиций. Воспользовавшись восстаниями против Самори нескольких племён, исповедующих анимизм, французы продолжили распространять свою власть дальше на восток и юг.

### Падение Канкана и Биссандугу
В феврале 1889 года Самори и французы подписали ещё один мирный договор, на этот раз в Ниако, который продвинул колониальный контроль дальше на юг. Вассулу стала уязвима после разгрома при Сикасо, и британцы прекратили продавать Самори ружья, заряжающиеся с казённой части, в соответствии с положениями Брюссельской конференции 1890 года.
10 марта 1891 года французские войска под командованием полковника Луи Аршинара выступили из Ньямины и начали внезапное наступление на Канкан. Он рассчитывал победить Самори молниеносной кампанией за несколько недель. Зная, что его фортификационные сооружения не смогут остановить французскую артиллерию, Самори начал маневренную войну. Аршинару не составило особого труда захватить Канкан 11 апреля, а затем опустевший Биссандугу, но Самори Туре оставил после себя только выжженую землю. Несмотря на его отдельные победы над небольшими и разрозненными французскими отрядами (например, под Дабадугу в сентябре 1891 года), Самори не смог изгнать французов из своего государства.
В июне 1892 года временно замещавший Аршинара полковник Гюстав Юмбер с небольшими по численности, но отборными и прекрасно вооружёнными войсками взял столицу Самори, Биссандугу. Французы разместили гарнизоны в Бисандугу и Керуане. 9 мая 1892 года Самори созвал ещё один совет во Франконеду, на котором они решили двинуться на восток и перебазироваться Кабадугу, опустошив каждый район, прежде чем покинуть его, чтобы задержать французское преследование.
В первые месяцы 1893 года французам, хотя и не удалось загнать армию Туре в угол в Гвинее, всё же удалось захватить Фарану и перекрыть пути снабжения из Либерии и Сьерра-Леоне, которые были основными источниками поставки современного оружия для Вассулу. Это вынудило Самори выбрать более длинный маршрут через Золотой берег. Вассалы Самори в Киссидугу и остальных западных и южных районах бывшего государства быстро сдались. Государство Сэмори Туре в регионе Мандинг после этого исчезло.

### Конг и Боуна

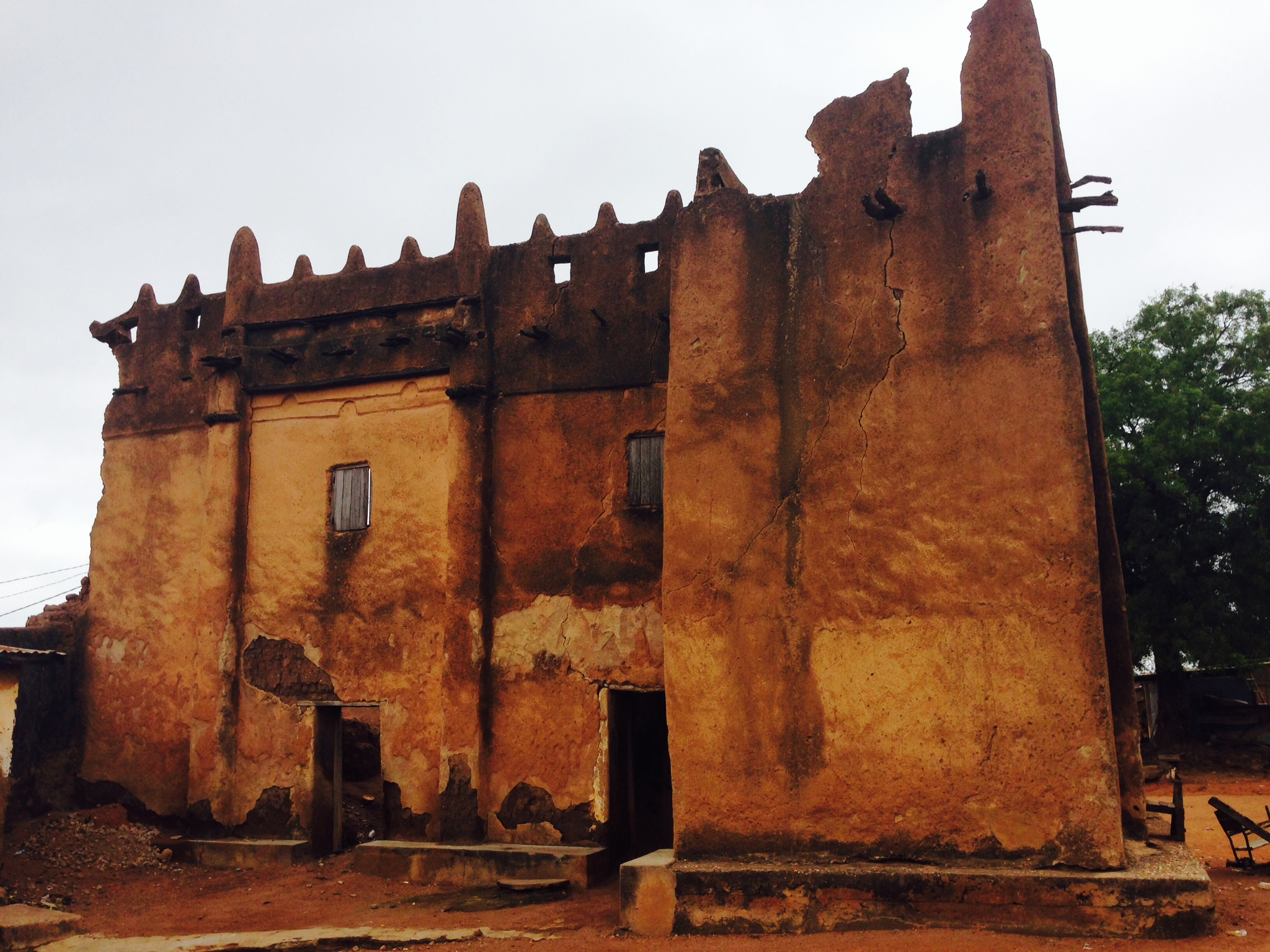
Руины дома Самори Туре в Бондуку

В феврале 1895 года Самори перенес свою базу из Кабадугу в сторону Бандамы и реки Комоэ в Дабакалу. Его целью и ключом ко всему региону был древний торговый город Конг. Французы попытались обезопасить город, сформировав колонну во главе с полковником Монтейлем. В августе 1894 года она покинула Гран-Басам, однако, только в феврале 1895 года. Этот переход вызвал сопротивление местных жителей. 2 марта Монтейл наткнулся на отряды Самори; в битве 14-го числа французы были вынуждены отступить и оставить Конг, который в апреле был сожжён дотла Самори. Новая территория Вассулу на востоке просуществовала почти два года без существенного вмешательства Франции.
Туре предоставил городу Конг многочисленные привилегии, но торговля местных купцов народа дьюла с побережьем, где доминировали французы, прекратилась после их присоединения к Вассулу. Когда Самори, стремясь продвинуться дальше на восток, к Золотому бергу, чтобы найти новые источники оружия, отступил, вместо того чтобы сражаться с французскими войсками, они попытались воспользоваться его слабостью, перехватывая караваны с оружием и ведя переговоры с местными вождями о французском протекторате. Когда недовольство в конце концов переросло в открытое восстание, Самори разрушил город 23 мая 1897 года.
Силы, с которыми столкнулись его войска, были частью усилий Франции по установлению контроля над городом Буна и разделению Самори и англичан. Капитан Поль Броло приехал на юг от излучины Нигера, чтобы попытаться договориться с Самори о протекторате, но получил отказ, поскольку Туре не хотел жить под властью неверных. В апреле 1897 года губернатор Уильям Эдвард Максвелл попытался запугать Саранкена Мори, сына Самори и командующего войсками в регионе, чтобы тот покинул Буну. Когда это не удалось, силы полка Южной Нигерии под командованием Хендерсона двинулись на город, но потерпели поражение при Доките, а затем были разбиты наголову, и Хендерсон был взят в плен в городе Ва.
Зная, что эта неудача вызовет агрессивный ответ Британии, французы снова отправили войска во главе с Полем Броло, чтобы попытаться захватить Буну путём переговоров. Саранкен Мори сначала согласился. Но когда Броло прибыл в Буну, он был предательски убит, а его колонна уничтожена за пределами города 20 августа 1897 года, что привело к возобновлению войны между Вассулу и французами.
Тем не менее, разгром 1 мая 1898 года других сопротивляющихся армий, особенно вождя Бабемба Траоре в Сикасо, позволило французским колониальным войскам начать массированное наступление на Вассулу. Туре был вынужден вновь бежать, на этот раз его целью стала Либерия, которую он планировал захватить. Он надеялся жить за счёт грабежа во время похода, но незнакомая горная местность западного берега Слоновой Кости, враждебное отношение местных жителей и нападения либерийцев превратили его поход в катастрофу. Тысячи людей умерли от голода. Используя информацию, полученную от дезертиров, французский капитан Анри Гуро 29 сентября 1898 года застал врасплох войска Туре у Гелемы и захватил того без боя. С его поимкой Вассулу прекратила свое существование, сам он был сослан в Габон.

## Управление
Вассулу в период своего расцвета была разделена на 62 района и 10 провинций с населением 300 000 человек, представляющих множество различных этнических групп (мадинке, сенуфо, фульбе, моси и др.). Высшие должностные лица, известные как келетиги (что означает «военный вождь»), отвечали как за армию, так и за отправление правосудия в своей провинции. Налоги, как правило, были низкими.
Важным элементом управления в Вассулу были регулярные большие государственные советы, на которые собирались все наиболее важные сановники государства. В этих случаях они решали важные вопросы и организовывали завоеванную территорию. Некоторые примеры включают в себя совет в Бисандугу в 1875 году, который торжественно объявил город столицей и провозгласил Самори Туре фаамой, совет в 1884 году, который официально провозгласил ислам государственной религией, и совет во Франконеду в 1893 году, на котором было принято решение перенести центр управления на восток, подальше от вторгшихся французов.

## Международные отношения
Самори Туре возглавлял дипломатическую миссию во Фритаун, чтобы обеспечить защиту караванов и непрерывную торговлю, особенно оружием, между британской колонией и Вассулу. Французы также регулярно обменивались дипломатическими делегациями с Вассулу. В 1886 года сын Самори Джаулен Карамо был направлен в Париж с дипломатической миссией по установлению официальных отношений с Францией. В последующие годы он стал франкофилом и склонялся к мирному урегулированию путём переговоров, а не к войне. Однако, когда в апреле 1894 года он открыл тайный дипломатический канал для этой цели, Джаулен Карамо был заморен голодом.
Вассулу мог похвастаться высокоэффективной разведывательной сетью, которую французы называли «африканским телеграфом». Солдат-новичков отправляли на французские посты для сбора информации, иногда они устраивались прислугой в дома офицеров, где подслушивали конфиденциальные разговоры. Торговцы дьюла также собирали информацию и передавали её лидерам Вассулу.
Районы вдоль границ Вассулу часто были хаотичными и нестабильными, а деревни подвергались набегам и разорениям со всех сторон.

## Армия
Армия Вассулу была выдающимся государственным учреждением, вездесущим во всех административных и политических вопросах. Она была хорошо оснащена современным огнестрельным оружием и имела сложную структуру постоянных подразделений, разделённых на пехотное крыло диван и кавалерийское крыло. Билакоро, необрезанные новички, служили пажами у солдат. В 1887 году Самори мог выставить от 30 000 до 35 000 пехотинцев и около 3000 кавалеристов регулярными эскадронами по 50 человек в каждом. Также имелся резерв, по одному на каждые десять человек из каждой деревни, так что каждая из 10 провинций государства могла предоставить 10 000 человек. Даже во время продвижения на восток из региона Мандинг армия Вассулу состояла примерно из 12 000 пехотинцев, 2000 кавалеристов и общей свиты из примерно 120 000 человек. В то время как наиболее хорошо вооружённые войска сопротивлялись французам, используя винтовки с ручным заводом (купленные, трофейные или изготовленные на месте), те, кто был вооружён винтовками с затвором, завоёвывали новые территории на востоке, чтобы использовать их в качестве стратегического резерва, а люди с кремневыми ружьями служили в качестве ополчения или внутренней охраны. Эта система позволила Самори вернуться на уже завоёванную и организованную территорию, не оставив французам продовольствия на семь лет.
Дисциплина и организация армии Вассулу были сопоставимы с современными европейскими армиями и созданы по их образцу. Средства связи и уставы были схожими, а беглые тиральеры использовались в качестве инструкторов. Строгая дисциплина, а также угрозы наказания и обещания вознаграждения или продвижения по службе поддерживали порядок в рядах.

## Общество и религия
После объявления ислама в качестве государственной религии в 1884 году, он стал важной структурой и моделью для построения государства. Во многих завоёванных районах были построены мечети, создана судебная система, основанная на принципах шариата, а языческие практики подавлялись. Государство спонсировало исламские религиозные школы и Самори Туре сам часто инспектировал школы в тех районах, через которые проходил, беседуя с учениками, награждая хороших учителей и публично отчитывая плохих. В языческих районах население давало отпор принудительной исламизации, и после 1885 года восстания стали более распространёнными; их приходилось подавлять в дополнение к войне с французами. В целом, жестокие методы Самори Туре по обращению всех в ислам в значительной степени потерпели неудачу, и эти языческие общины приняли ислам только после падения его государства:275.